# Помологія
Помологія (від лат. pomum — плід, фруктове дерево і грец. λόγος — слово, вчення, розум) — наука про сорти плодових і ягідних рослин, відгалуження ботаніки. 
Помологічні дослідження фокусуються, переважно, на розвитку технологій культивування нових сортів фруктових дерев, вивченні їх фізіології. Метою помології є виведення дерев з підвищеною якістю фруктів, покращення продуктивності дерев, зменшення витрат на продукування фруктів.
Помолог  — знавець помології, тобто ботанік, який займається вивченням сортів плодових та ягідних рослин з метою відбору (селекції) найкращих з них для господарського розведення у різних регіонах, постійного покращення окремих сортів та сортового складу садів у цілому, раціонального використання їх у плодівництві.
Вирішальний вплив на розвиток наукової помології зробили ідеї корінного поліпшення і перетворення природи рослин І. В. Мічуріна. Сучасного змісту помології як науці надав видатний український вчений-помолог Л. П. Симиренко. Його праці з питань сортовивчення, сортовипробування і районування плодових і ягідних культур дістали загальне визнання. Тепер у помології основна увага приділяється порайонному виробничо-біологічному вивченню сортів, їх агротехніці, всебічній характеристиці сорту.
Одна з перших в Україні помологічних дослідних станцій заснована у 1913 році в Криму ентомологом та фітопатологом С.О. Мокржецьким.